# تو نمی‌تونی در عشق عجله کنی (فیلم)
تو نمی‌تونی در عشق عجله کنی (به انگلیسی: You Can't Hurry Love) یا نمی‌توانی در عشق شتاب کنی فیلمی محصول سال ۱۹۸۸ و به کارگردانی امی مایکل کاتن-جونز است. در این فیلم بازیگرانی همچون دیوید لیشور، اسکات مک‌جینس، آنتونی گاری، بریجیت فوندا، فرانک بونر، لو لئونارد، مرته ون کمپ، دیوید پاکر، چارلز گرودین، سالی کلرمن، کریستی مک‌نیکول و لوانا آندرس ایفای نقش کرده‌اند.